# Лайон, Калеб
Кале́б Ла́йон (англ. Caleb Lyon; 8 декабря 1822 года, Грейг, Нью-Йорк — 8 сентября 1875, Статен-Айленд, Нью-Йорк) — американский политик, второй губернатор территории Айдахо в 1864—1866 годах.

## Биография
Калеб Лайон был сыном Мариетты Генриетты Дюпон (1788—1869) и Калеб Лайона (1761—1835). В 1841 году он женился на Мэри Энн Спрингстин. У них были сын Калеб (род. 1842) и дочь Генриетта Фредерика (род. 1843).
Калеб Лайон получил начальное образование в Лайонсдейле и Монреале, высшее — в Университете Нориджа в Вермонте, окончив его в 1841 году. 
В 1847 году он был назначен консулом США в Шанхае, но вскоре передал должность своему заместителю и переехал в Калифорнию, где был избран секретарём Конституционного Конвента штата. 
В 1850 году Лайон вернулся в Лайонсдейл. В том же году как независимый член он был избран в ассамблею Нью-Йорка, а 26 апреля 1851 года он оставил своё место и 27 мая был избран в сенат штата, в июне-июле выступив на 74-й специальной сессии Законодательного собрания штата Нью-Йорк. В 1853 году был избран в палату представителей 33-го Конгресса, занимая этот пост с 4 марта 1853 по 3 марта 1855 года. 
Венцом политической карьеры Лайона стало назначение президентом Авраамом Линкольном в 1864 году на пост губернатора территории Айдахо, однако, на данном посту он оказался крайне непопулярным. За время своего губернаторства ему удалось достичь компромисса с шошонами по земельному вопросу. Также он перенёс столицу штата из Льюистона в Бойсе к большому недовольству льюистонцев. 
Лайон начал безумную кампанию по поиску алмазов, заявив, что по утверждению одного человека, недалеко от Руби-Сити (штат Айдахо) он нашел алмаз. В данную кампанию включились сотни мужчин, но в результате никаких алмазов не было найдено.
В 1866 году после специальной проверки было выявлено, что Лайон присвоил 46 418 долларов из федеральных фондов, предназначенных для народа Не-персе. Он никогда не был осуждён ни по одному из обвинений.
После окончания губернаторского срока Лайон вернулся в Нью-Йорк, на Статен-Айленд, где в 1859 году он купил дом, известный как «Замок Росс». 
Калеб Лайон умер 8 сентября 1875 года в Статен-Айленд. Похоронен на кладбище Грин-Вуд, Бруклин, графство Кингс, штат Нью-Йорк. Небольшая коллекция бумаг Лайона хранится Историческим обществом Статен-Айленда в историческом городе Ричмонд в Нью-Йорке, наряду с различными артефактами, связанными с семьей Лайона.

## Мнения
О Калебе Лайоне порой высказывались полярные мнения. Однако однозначно подчёркивались его неординарность и эксцентричность:

<…> тщеславный, эксцентричный человек, наживший множество врагов и разграбивший не один общественный фонд.
Оригинальный текст (англ.)<…> a conceited, peculiar man, who made many enemies and misappropriated much of the public funds.

«Прирождённый гений», «один из начитаннейших людей», «потрясающий представитель современной цивилизации», «одна из самых эксцентричных личностей в истории Айдахо» — вот лишь некоторые прилагательные в превосходной степени, вышедшие из-под пера журналистов и биографов его времени. Даже худшие его критики должны были признать, что новый губернатор Айдахо был незаурядным политиком.
Оригинальный текст (англ.)"A natural born genius," "one of the most thoroughly read men in light literature that we have," "a striking figure in modern civilization," "one of the oddest figures in Idaho's history" — these were some of the superlatives that flowed from the pens of journalists and biographers of his era. Even his worst critics had to concede that the new governor of Idaho was no ordinary politician.